# 雲林縣臺西鄉崙豐國民小學
23°43′14″N 120°12′33″E / 23.720445°N 120.209175°E
雲林縣臺西鄉崙豐國民小學，簡稱崙豐國小，是中華民國雲林縣臺西鄉崙豐（崙子頂）一所縣立國民小學。
崙豐國小初創於1934年4月1日，為臺南州海口公學校（今臺西國小）崙子頂分教場，1938年方獨立設校。校址位處低窪地區，被形容「逢雨必淹」。

## 歷史
台灣日治時期，1934年4月1日，臺南州虎尾郡海口海口公學校（後來的臺西國民小學）新設海口公學校崙子頂分教場，即崙豐國小前身。1938年3月31日獨立設校，稱崙子頂公學校。1941年4月因皇民化運動改稱崙子頂國民學校。
戰後，中華民國國民政府接收台灣，改臺南州為臺南縣，虎尾郡為虎尾區，海口庄為海口鄉，該校於是在1946年1月17日改名臺南縣虎尾區海口鄉第三國民學校。同年11月15日，海口鄉析設臺西鄉、東勢鄉，因校址隸屬臺西鄉境內，改編為「臺南縣臺西鄉第二國民學校」。1947年2月17日又易名臺南縣臺西鄉崙豐國民學校。1950年12月17日因臺灣行政區劃重劃，臺西鄉由臺南縣改隸雲林縣，稱雲林縣臺西鄉崙豐國民學校。1968年實施九年國教，由國民學校改制為國民小學，並稱現名至今。前雲林縣縣長許文志:440、立法委員林樹山均曾任教該校。
同鄉新興國小的前身為崙豐國小蚊港分班，1946年9月成立，1956年更名為崙豐國小新興分班，在1957年獨立設校。

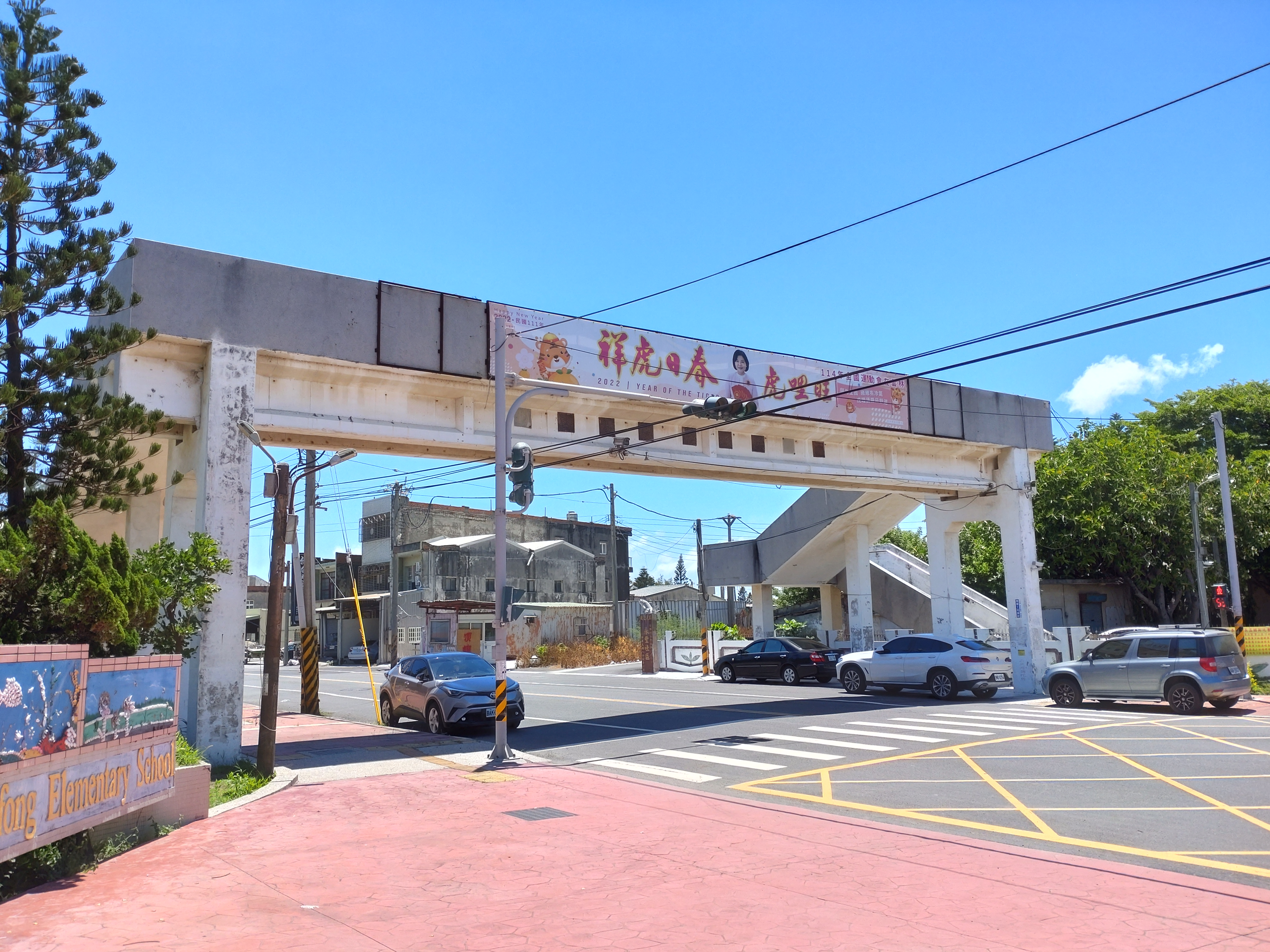
崙豐國小的陸橋

由於該校前的道路曾是西濱公路（省道臺17線，今已改道），車流量大，地方人士希望能在學校前增建陸橋。1998年10月13日正式動工。
2002年6月29日，該校校徽首度亮相，是由時任校長陳金鉌親自設計彩繪。2016年5月，崙豐國小舉辦母親節活動「彩繪防撞條」，以繪本書背為主題，將校園內200多條防撞條塗上圖案，美化校園。

### 歷任校長
1938年起，《臺灣總督府職員錄》開始有「臺南州崙子頂公學校」之記載，自1938年至1940年間，學校長均為日籍訓導本田康人（熊本縣人）。1941年改制為國民學校至二戰結束前，則由京都人白杉房一擔任國民學校長。1945年中華民國軍事占領臺灣後，歷任校長如下：
| 任屆 | 姓名   | 就任日期       | 卸任日期      | 備註                           |
| ---- | ------ | -------------- | ------------- | ------------------------------ |
| *    | 廖俊賢 | 1945年11月30日 | 1946年3月27日 | 主任代理校務。光復後首任校長。 |
| 1    | 廖風明 | 1946年3月27日  | 1947年9月6日  | 光復後首任正任校長。           |
| 2    | 張俊泊 | 1947年9月6日   | 1949年5月13日 |                                |
| *    | 許景堂 | 1949年5月13日  | 1949年9月1日  | 主任代理校務。                 |
| 3    | 何石松 | 1949年9月1日   | 1950年3月14日 |                                |
| 4    | 廖世徙 | 1950年3月14日  | 1951年2月26日 |                                |
| 5    | 馬懋燕 | 1951年2月26日  | 1953年2月27日 |                                |
| 6    | 廖燼騰 | 1953年2月27日  | 1954年9月7日  |                                |
| 7    | 黃天生 | 1954年9月7日   | 1957年2月28日 |                                |
| 8    | 丁東德 | 1957年2月28日  | 1973年8月23日 | 第一次。                       |
| 9    | 吳錫辛 | 1973年8月23日  | 1986年7月31日 |                                |
| 10   | 丁東德 | 1986年7月31日  | 1992年2月1日  | 第二次。                       |
| *    | 姚尾吉 | 1992年2月1日   | 1992年8月1日  | 主任代理校務。                 |
| 11   | 朱我   | 1992年8月1日   | 2002年2月1日  |                                |
| 12   | 陳金鉌 | 2002年2月1日   | 2007年2月1日  |                                |
| 13   | 丁斌城 | 2007年2月1日   | 2015年7月31日 |                                |
| 14   | 林芷安 | 2015年8月1日   | 2021年7月     |                                |
| 15   | 王東榮 | 2021年8月      |               | 現仍在職。                     |

丁東德曾兩任校長，第一次任期長達16年5個月，第二次5年6個月，合計近22年，為任期最長的校長。在丁東德退休離校時，不少昔日學生立於路旁致敬。

## 校園
崙豐國小位於崙豐（傳統地名「崙子頂」）地區，學區包含臺西鄉和豐村、永豐村、富琦村、五港村。崙子頂原意為小沙崙的頂端，但該校位處低窪地帶，與校前公路、排水系統落差達一公尺，本來飽受水災之苦，「逢雨必淹」，每次淹水過後師生皆需放下學業清理校園，約2010年代已獲改善。校園也因鄰近臺灣第六套輕油裂解廠，空汙嚴重。
崙豐國小校舍呈「口」字型，2000年代已年老失修，北棟教室由前雲林縣縣長蘇治芬爭取台塑認養，在2008年重建；東棟、西棟分別在2012年、2017年進行補強工程。台塑也在2009年捐款4800萬新臺幣，將操場地基墊高並換成PU跑道。

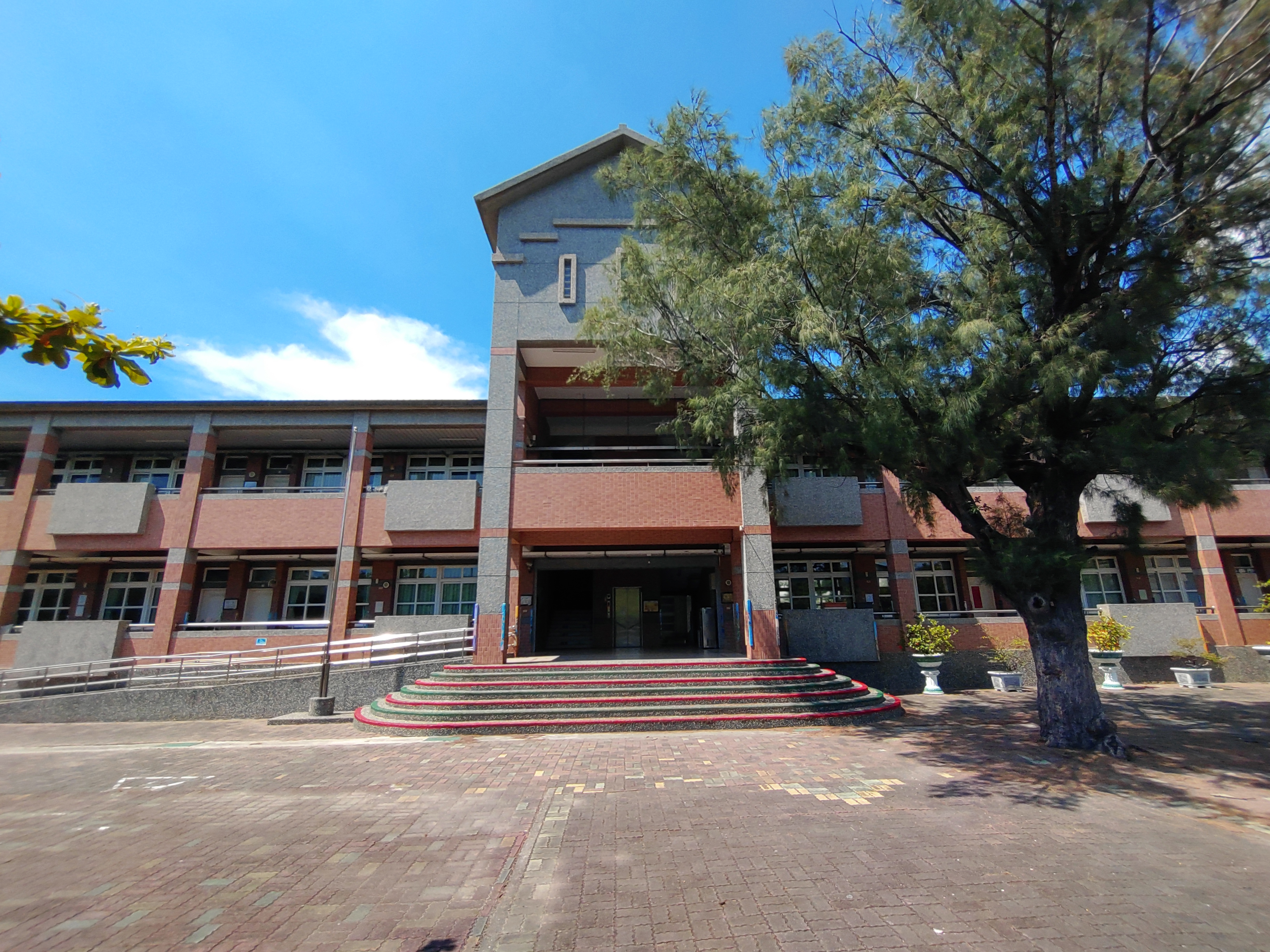
北棟教室
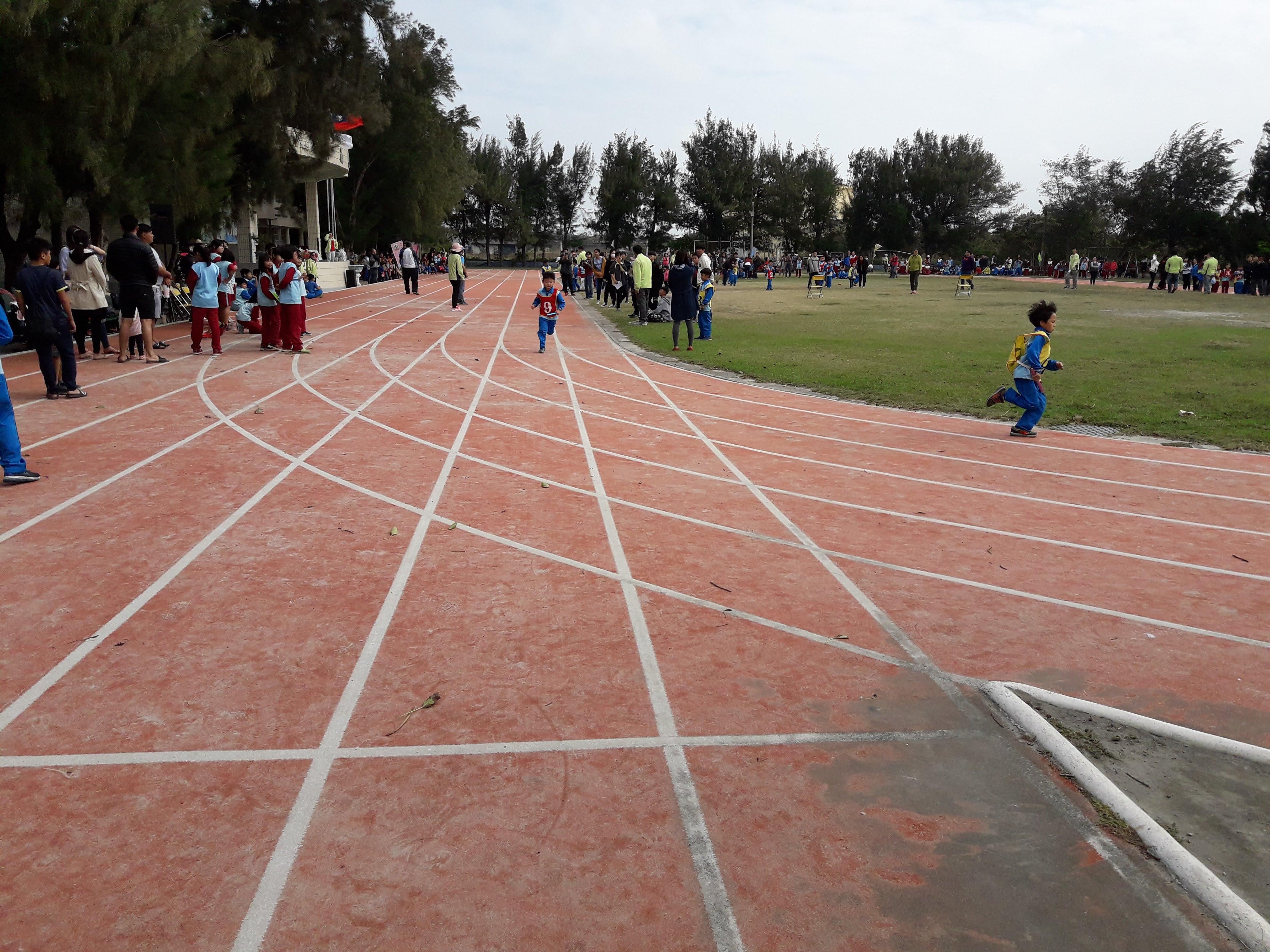
操場
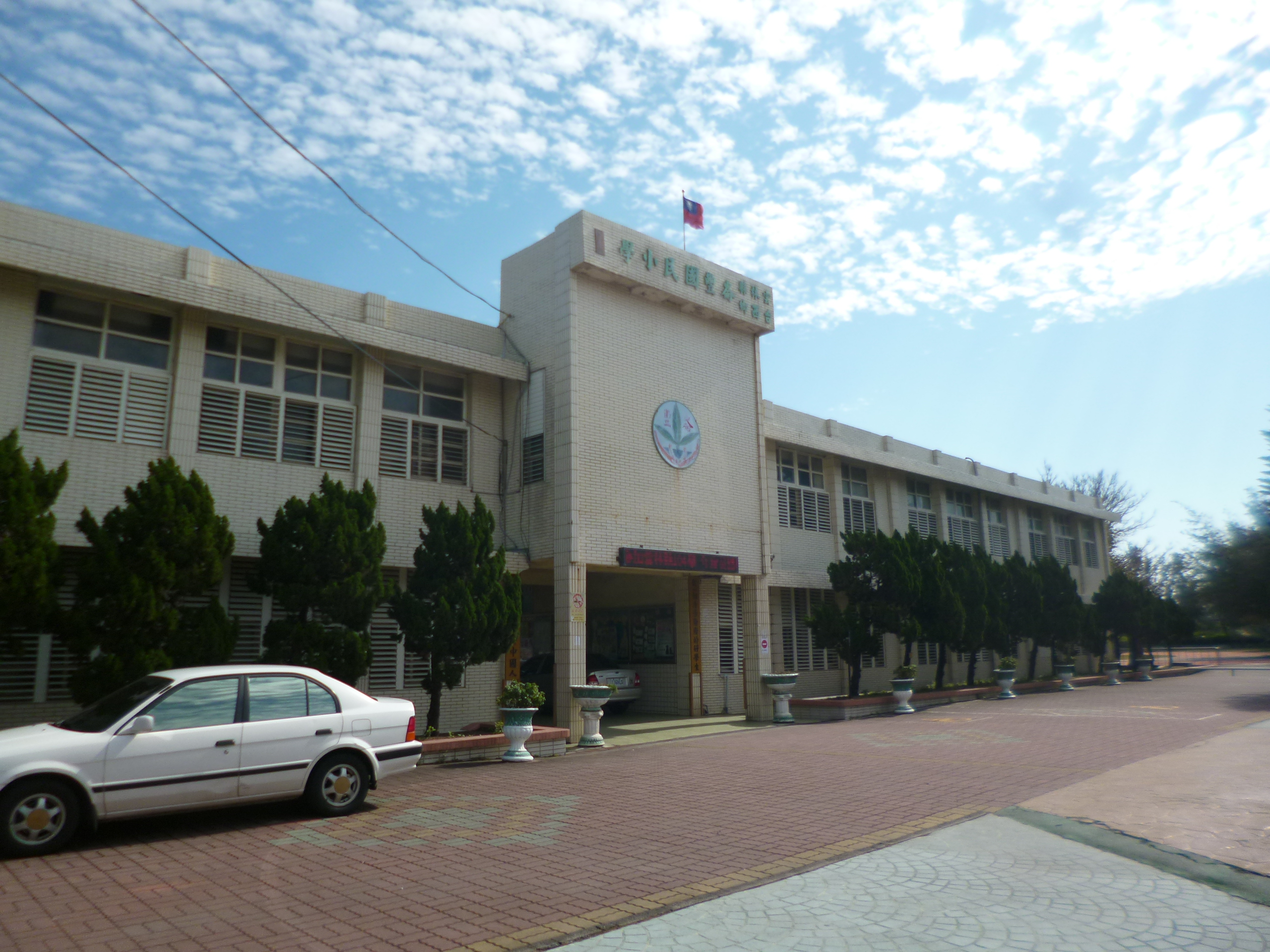
補強前的西棟教室

## 學校特色
崙豐國小的學校本位課程設計以海洋教育、水產養殖文化為主軸。
崙豐國小校慶活動一年一次，以一年運動會、一年園遊會為慣例。學生從2年級升上3年級時，選拔少數學生進入巧固球隊，含教師隊共有六隊。
三至六年級學生必修直笛，每年四月舉行班際直笛比賽，並選擇表現較好的學生加入學校樂隊，於集會場合負責演奏國歌等樂曲。2022年起，敦聘從政前曾任職崙豐國小的前立法委員林樹山，回校開設、指導國樂社團。

## 知名校友
- 林時機：前立法委員、監察委員。

## 外部連結
- 崙豐國小教育網